# Слэйн, Пол
Пол Слэйн (англ. Paul Slane; род. 25 ноября 1991, Глазго) — шотландский футболист. Правый вингер шотландского клуба «Эр Юнайтед».

## Клубная карьера

### «Мотеруэлл»
Дебют Слэйна за «Мотеруэлл» состоялся 16 мая 2009 года в матче шотландской Премьер-лиги, где его клуб победил команду «Гамильтон Академикал» со счётом 3:0. Пол вышел на замену на 86-й минуте минуте встречи.
В еврокубках шотландец также впервые вышел на поле в этом сезоне — 2 июля он отыграл 2-й тайм матча «Мотеруэлл» — «Лланелли», проходившего в рамках Лиги Европы, а 23 июля своим забитым мячом и голевой передачей помог своей команде разгромить албанский клуб «Фламуртари» 8:1, благодаря чему шотландцы прошли в следующий раунд турнира.

### «Селтик»
1 февраля 2010 года Слэйн подписал контракт с глазговским «Селтиком» сроком на четыре года. Этот шаг футболиста вызвал бурю негодования со стороны президента «Мотеруэлла» Джона Бойла, который обвинил 18-летнего игрока в неблагодарности:
Мы несколько раз предлагали Полу заключить новый долгосрочный контракт, но он постоянно отказывался. Шесть лет мы поддерживали его во всем, помогали преодолевать личные проблемы и восстанавливаться после травм, что, по-моему, позволяло нам рассчитывать на некоторую лояльность с его стороны. К сожалению, он избрал другой путь и подписал контракт с «Селтиком».
До конца футбольного года 2010/11 Слэйн не смог дебютировать в первом составе «кельтов» из-за серьёзной травмы крестообразных связок колена.

### «Милтон Кинс Донс»
31 января 2012 года с целью приобретения необходимой игровой практики Пол был отдан по арендному соглашению до конца сезона 2011/12 в английский клуб «Милтон-Кинс Донс». 3 февраля Слэйн впервые защищал цвета бакингемширцев в официальном матче — в тот день его команда встречался с «Хартлпул Юнайтед».

### Возвращение в «Селтик»
18 августа 2012 года Пол наконец дебютировал в первом составе «Селтика», выйдя на замену вместо Кельвина Уилсона в поединке против «Росс Каунти».

### «Партик Тисл»
2 октября 2012 года Слэйн отправился в другую аренду — на этот раз его новым временным работодателем стал «Партик Тисл». Договор между клубами был заключён сроком на три месяца. 6 октября Пол отыграл свой первый матч за «чертополоховых», коим была встреча с «Гринок Мортон».

### Клубная статистика
| Клуб                        | Сезон                       | Чемпионат | Чемпионат | Кубок | Кубок | Кубок Лиги | Кубок Лиги | Кубок вызова | Кубок вызова | Еврокубки | Еврокубки | Итого | Итого |
| Клуб                        | Сезон                       | Игры      | Голы      | Игры  | Голы  | Игры       | Голы       | Игры         | Голы         | Игры      | Голы      | Игры  | Голы  |
| --------------------------- | --------------------------- | --------- | --------- | ----- | ----- | ---------- | ---------- | ------------ | ------------ | --------- | --------- | ----- | ----- |
| Мотеруэлл                   | 2008/09                     | 1         | 0         | —     | —     | —          | —          | —            | —            | —         | —         | 1     | 0     |
| Мотеруэлл                   | 2009/10                     | 2         | 0         | —     | —     | —          | —          | —            | —            | 2         | 0         | 4     | 0     |
| Всего за «Мотеруэлл»        | Всего за «Мотеруэлл»        | 3         | 0         | 0     | 0     | 0          | 0          | 0            | 0            | 2         | 0         | 5     | 0     |
| Милтон-Кинс Донс            | 2011/12                     | 5         | 0         | —     | —     | —          | —          | —            | —            | —         | —         | 5     | 0     |
| Всего за «Милтон Кинс Донс» | Всего за «Милтон Кинс Донс» | 5         | 0         | 0     | 0     | 0          | 0          | 0            | 0            | 0         | 0         | 5     | 0     |
| Селтик                      | 2012/13                     | 1         | 0         | —     | —     | —          | —          | —            | —            | —         | —         | 1     | 0     |
| Всего за «Селтик»           | Всего за «Селтик»           | 1         | 0         | 0     | 0     | 0          | 0          | 0            | 0            | 0         | 0         | 1     | 0     |
| Партик Тисл                 | 2012/13                     | 2         | 0         | 1     | 0     | —          | —          | 1            | 0            | —         | —         | 4     | 0     |
| Всего за «Партик Тисл»      | Всего за «Партик Тисл»      | 2         | 0         | 1     | 0     | 0          | 0          | 1            | 0            | 0         | 0         | 4     | 0     |
| Эр Юнайтед                  | 2014/15                     | 11        | 0         | 2     | 0     | —          | —          | —            | —            | —         | —         | 13    | 0     |
| Всего за «Эр Юнайтед»       | Всего за «Эр Юнайтед»       | 11        | 0         | 2     | 0     | 0          | 0          | 0            | 0            | 0         | 0         | 13    | 0     |
| Всего за карьеру            | Всего за карьеру            | 22        | 0         | 3     | 0     | 0          | 0          | 1            | 0            | 2         | 0         | 28    | 0     |

(откорректировано по состоянию на 25 января 2015)

## Сборная Шотландии
В 2008 году Пол провёл пять матчей в составе сборной Шотландии для игроков до 17 лет.